# Åflo mejeri
Åflo mejeri byggdes år 1905 vid Mattisbäcken på gränsen mellan Åflo och Kaxås i Offerdals socken, Krokoms kommun, Jämtland. Mejeridriften upphörde 1932 i samband med en brand.
Mejeriet byggdes och drevs inledningsvis av Offerdals västra mejeriförening. Vid Åflo mejeri producerades i första hand ost. År 1917 ändrades firmanamnet till Åflo mejeriförening. I samband med högkonjunkturen under första världskriget stabiliserades driften. Under de kommande åren hade mejeriet stora ekonomiska svårigheter och i samband med branden 1932 upphörde driften. Vid denna tid fanns fyra mejerier i Offerdals socken - i Åflo, Änge, Kävåsen och Offerdalsberg.
Sedan mejeriet lagts ned skickade bönderna i Åflo och Kaxås sin mjölk till Västbygdens mejeri i Alsen. Sedan ett nytt mejeri byggts i Änge år 1943 började Kaxåsbygdens bönder att leverera sin mjölk till Änge mejeri i stället. Från och med 1960-talet skickas mjölken till Östersunds mejeri. På platsen för det tidigare mejeriet i Åflo finns i dag en smedja.